# 于西
于西（法語：Ussy，法語發音：[ysi] ⓘ）是法国卡尔瓦多斯省的一个市镇，属于卡昂区。

## 地理
于西（48°56'51"N, 0°16'59"W）面积8.68 平方千米，位于法国诺曼底大区卡爾瓦多斯省，该省份为法国西北部沿海省份，北濒大西洋英吉利海峡，东北与滨海塞纳省以海上边界相接，东临厄尔省，南至奧恩省，西与芒什省接壤。
与于西接壤的市镇（或旧市镇、城区）包括：邦-塔西伊、方丹勒潘、莱法尔、圣日耳曼朗戈、维莱卡尼韦、塞尼莱苏尔斯。

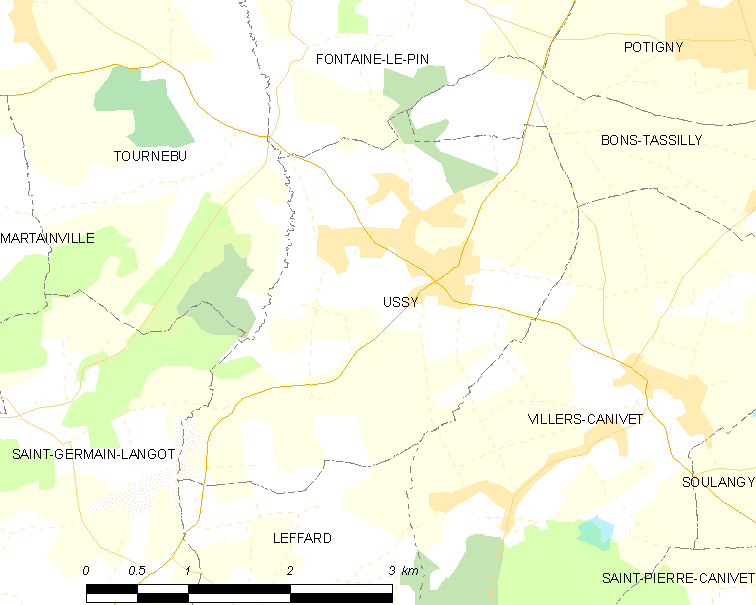
于西的OSM定位图

于西的时区为UTC+01:00、UTC+02:00（夏令时）。

## 行政
于西的邮政编码为14420，INSEE市镇编码为14720。

## 政治
于西所属的省级选区为法莱斯县。

## 人口

1962-2008年间于西人口变化图示

于西于2022年1月1日时的人口数量为845人。